# Curta

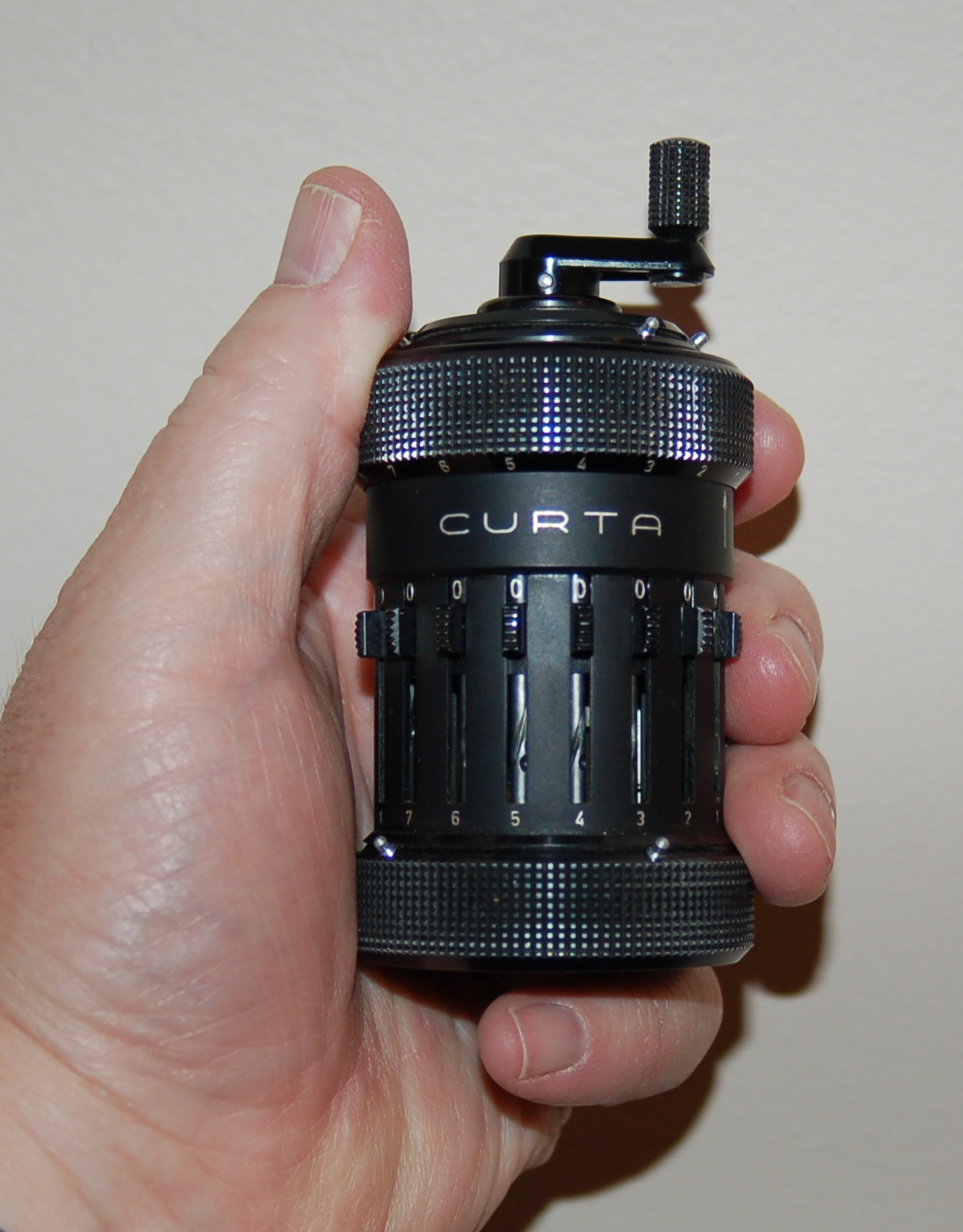
Curta в положенні для обчислення (у лівій руці). Важіль повертають правою рукою.

Curta (Курта) — кишеньковий арифмометр, випущений 1948 року. Автор — австрійський інженер Курт Герцштарк. Мав вигляд невеликого циліндра, що поміщається в руці. Дава змогу виконувати операції додавання, віднімання, множення, ділення.
Випускався від 1948 до 1970 року в Ліхтенштейні фірмою Contina AG, вироблено близько 140 тис. одиниць. Широко використовувано як портативний обчислювальний пристрій. Працював довго і надійно, але в разі поломки його було практично неможливо скласти без заводського оснащення; із 3 % арифмометрів, повернутих на завод, чимала частка надходила в розібраному вигляді.
Машина Curta 1 мала 8 розрядів доданку, 6 розрядів на лічильнику обертів, 11 розрядів результату і важила 230 г. Curta 2 — 11 розрядів доданку, 8 розрядів на лічильнику обертів, 15 розрядів результату, 373 г.
За незвичайну конструкцію Curta отримала прізвиська «перчанка» та «математична граната». Донині багато тисяч примірників справно працюють та слугують об'єктами для колекціювання.

## Правила користування
Щоб повернути каретку (верхню частину арифмометра), треба підняти її за накатку, повернути в потрібне місце і опустити.
Скидання робиться поворотом кільцевого важеля за піднятої каретки. Провести кільцем по суматору — скидання суматора. Провести по лічильнику обертів — скидання лічильника обертів. Зробити повний оберт — скинути все. Кільце можна тримати в будь-якому з двох початкових положень між суматором та лічильником. Щоб можна було ховати «курту» у футляр, важіль складається.
Ручка крутиться лише вперед (за годинниковою стрілкою). Щоб додавати чи множити, треба її втопити, щоб віднімати чи ділити — витягнути (видно червоне кільце). Якщо почато зайвий оберт, його слід закінчити, втопити ручку, якщо вона витягнута (або витягти, якщо втоплена) і зробити ще один оберт.
Лічильник обертів десятковий з перенесенням. Таким чином, при множенні на 28 ви побачите саме 28, а не 3ƻ. Але це означає, що…
На задньому боці є перемикач напряму рахунку обертів. Для множення його треба поставити вгору (прямий рахунок, оберт у режимі додавання = +1, в режимі віднімання = −1), для ділення — вниз (зворотний рахунок, оберт у режимі віднімання = +1, в режимі додавання −1).
Чотири десяткові коми можна рухати по суматору і лічильнику як завгодно.
Приклад: 37 · 28, з оптимізацією 8 = 10-2
- Скинути все, перемикач напряму вгору (прямий рахунок)
- Набрати на цифронабірнику 37
- Каретку в десятки, ручку втопити (додавання), 3 оберти ручки (суматор = 1110, лічильник = 30)
- Каретку в одиниці, ручку витягти (віднімання), 2 оберти ручки (суматор = 1036, лічильник = 28)
- За лічильником переконуємося, що ми зробили 28 додавань. На суматорі 1036.

## Принцип дії
Принцип дії такий самий, як у звичайного арифмометра Томи (на основі барабана Лейбніца). Однак у настільних пристроях зазвичай є по одному барабану на розряд; «курта» ж обійшлася одним барабаном, навколо якого стоять приводні вали.
У кожному розряді цифронабірника два вали, паралельні осі барабана. Внутрішній вал — звичайний для схеми Томи́ привідний: він несе ковзну привідну шестірню, зчеплену з барабаном (крайнє верхнє положення — 0, крайнє нижнє — 9) і сам зчіпляється зі суматором. У зовнішнього подвійне призначення: фіксувати набірні важелі точно за цифрами 0, 1, 2 …, і дублювати їх десятковими колесами через гвинтову передачу.
Віднімання виконують обертанням ручки вперед через додатковий код: віднімаючи нуль, Curta додає 100000, записані як 9999↑ (псевдоцифра ↑ означає 10). Коли користувач витягує ручку, під цифрою 3 виявляється доріжка віднімання з шістьма зубцями. У молодшому розряді при цьому треба додати не 9−x, а 10−x, для цього там є дві наглухо з'єднані приводні шестерні — одна над доріжкою x, інша над x−1. При виставленій цифрі 3 в режимі додавання ця шестерня прокрутить на більше з 2 і 3, в режимі віднімання — на більше з 6 і 7. Додаткова доріжка з 10 зубцями використовується лише для віднімання нуля.
Перенесення важільне: прохід десяткового колеса через 0 зводить важіль, а той зсуває шестерню перенесення на привідному валу. Перший зуб барабана повертає шестерню на 1, якщо перенесення зведено (що, в свою чергу, може звести наступний важіль перенесення), другий повертає важіль на місце. Додаткові три (в «Курті-2» — чотири) привідних вали не несуть привідних шестерень, а лише шестерні перенесення.
Аналогічно працює і лічильник обертів: в одному режимі він додає 1, в іншому — віднімає 1, додаючи 999. Цей режим визначається як XOR ручки «додавання-віднімання» і перемикача напрямку рахунку (фактично сума: за режим «додавання, рахунок вперед» і «віднімання, рахунок назад» відповідають різні доріжки, по одному зубцю на кожній). На відміну від більшості арифмометрів Однера, лічильник десятковий (а не 18-ковий) і оснащений окремим механізмом перенесення зі своєю парою зубів для додавання одиниці та скидання важеля.
Між лічильником обертів (білі віконця) та суматором (чорні віконця) — півторний інтервал. Завдяки цьому верхні розряди цифронабірника та приводу лічильника (нагадаємо, в режимі віднімання лічильник додає 999, та й приводні вали використовуються для перенесення) при зсунутій каретці не входять у зачеплення ні з чим і не заважають роботі лічильника (відповідно суматора).
Щоб зсунути каретку, її спершу треба підняти. В «Курті» є багато взаємоблокувань: не можна крутити ручку назад; підняти каретку, коли ручка не в початковому положенні; змінити число в регістрі (ударом чи несправністю), коли рахунок не йде; прокручувати ручку за піднятої каретки тощо.
Механізм скидання працює тільки за піднятої каретки і являє собою дві «пилки» (сектори коронної шестерні) по 9 зубців. На шестернях суматора і лічильника обертів у місці контакту з пилкою зрізано два зуби, так що пилка провертає розряд в 0 і перестає зчіплюватися — обидва зуби зрізано. Частину розрядів скидає перша пилка (а друга проходить вільно), решту — друга; так пилки в початковому положенні не зчіплюються ні з чим, і це дає змогу скидати лічильник, не зачепивши суматора (і навпаки).
Футляр «Курти» відкривався за годинниковою стрілкою і закривався проти — інакше ручка могла повернутися й опинитися не в початковому положенні.

## Історія
Австрійський інженер Курт Герцштарк народився 1902 року в сім'ї єврея та католички. Батьки володіли майстернею арифмометрів, і ще до війни він вигадав основи нової машини — циліндричний корпус, віднімання через додатковий код.
1938 року до влади прийшов Гітлер і майстерню зайняли виробництвом військової продукції. 1943 року двох із його майстерні заарештували за прослуховування британського радіо, попався й Курт, і його відправили до Бухенвальда. Есесівці ознайомилися з особистою справою і призначили його на завод — вдень він виконував норму з вузлів «Фау-2», а ночами й у вихідні міг працювати над «Куртою».
Коли 1945 року прийшли американці, Курт приніс креслення на один із веймарських заводів. Але цей завод потрапив до окупаційної зони СРСР, і Курт схопив дослідні зразки, втік у Відень і почав шукати інвестора. І знайшов — в особі князя Ліхтенштейну Франца Йосифа II. Вони організували фірму «Контіна», і робота пішла. Спочатку машину хотіли назвати «Ліліпут», але хтось зауважив: «Якщо батька звуть Курт, то дочку треба назвати Куртою».
Незабаром фінансисти реорганізували компанію та анулювали акції. Курта врятувало те, що ті ж таки фінансисти записали патенти на Курта особисто — якби хтось оскаржив права на винахід, відповідав би Курт, а не компанія. Так Курт і жив протягом 1950-х та 1960-х років, просто отримуючи патентні відрахування.
Машина була популярною, попри дорожнечу. Керівник одного американського банку був здивований, коли ревізор прийшов до нього без звичайної валізи з арифмометром, але звів баланс до цента. Любили «Курту» цивільні пілоти, яким треба розраховувати центрування та паливо — справжній арифмометр із лічильником обертів дає впевненість, що не було людської помилки.
У 1970-х роках електронні калькулятори подешевшали менш ніж до 100 доларів, і Curta стала неконкурентоспроможною. Але автогонщики користувалися Curt'ою аж до 1980-х років: у ралі, крім закритих швидкісних спецділянок, є й ділянки дорожні, якими треба їхати з певною середньою швидкістю за правилами дорожнього руху. Виявилося, що механічна Curta для розрахунків середньої швидкості придатна краще: тодішні калькулятори від трясіння ламалися, та й на арифмометрі можна було працювати навпомацки, а очима стежити за дорогою.

## Спадщина
У романі «Розпізнавання образів» Вільяма Ґібсона героїня Кейс Поллард зв'язується з продавцями «Курт». У романі також фігурує нібито рідкісний примірник арифмометра, який Херцштак виготовив у концтаборі.
2016 року вдалося надрукувати «Курту» на 3D-принтері в масштабі 3:1. Маса репліки — близько 1,5  кг. Вона містить 240 друкованих деталей та близько 100 куплених.